# Volkmann-Kanal

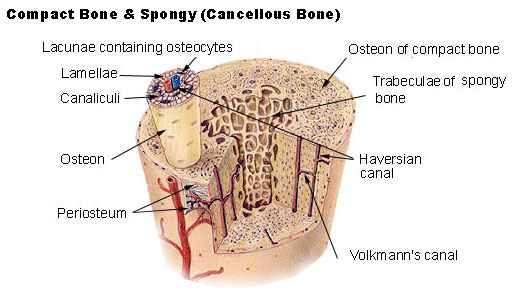
Aufbau eines Knochens

Volkmann-Kanäle (lateinisch Canales perforantes) sind kleine, nur unter dem Mikroskop erkennbare Knochenkanäle. Sie verlaufen transversal zu der Verlaufsrichtung der Osteone, und somit senkrecht zur Knochenoberfläche.
Die Volkmann-Kanäle sorgen für eine Verbindung der longitudinal laufenden Havers-Kanäle beziehungsweise der Osteone in der Substantia compacta des Knochens. Im Gegensatz zu letzteren werden sie nicht von konzentrischen Knochenlamellen umgeben. Die Volkmann-Kanäle enthalten kleinste Blutgefäße mit fenestriertem (gefenstertem) Endothel.
Benannt sind die Volkmann-Kanäle nach dem deutschen Physiologen Alfred Wilhelm Volkmann (1801–1889).